# Escudo de San Fernando (Cádiz)

Escudo de San Fernando

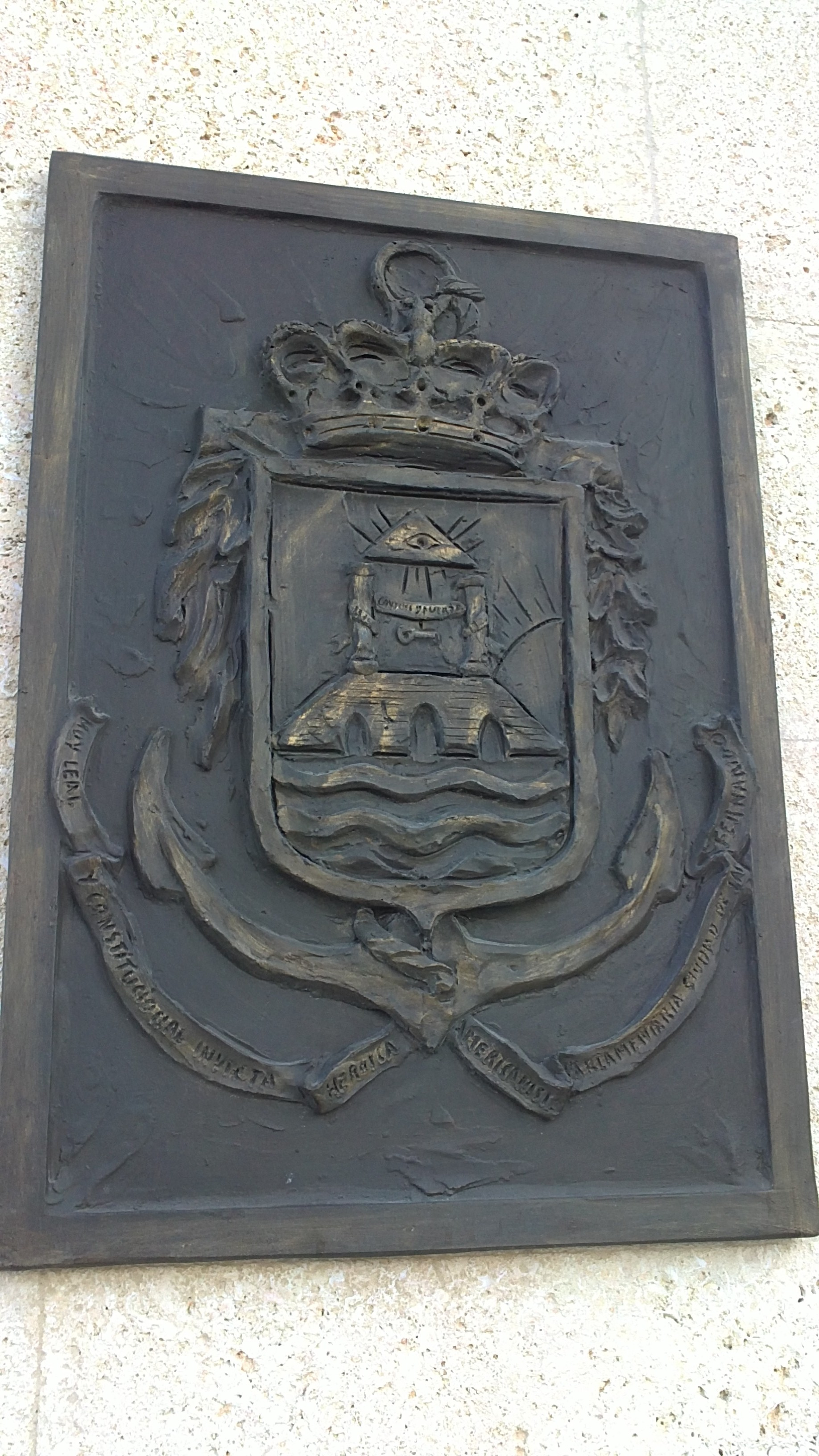
Escudo de San Fernando

El escudo de la localidad gaditana de San Fernando fue diseñado originariamente por Gregorio Rodríguez Polo, rey de armas de Cádiz, de acuerdo con las leyes del blasón, aunque posteriormente sufrió modificaciones hasta quedar como es en la actualidad.

## Elementos
Los elementos que aparecen en el escudo de San Fernando son:
1. El Puente Zuazo: representa el origen de la ciudad y la histórica entrada a la misma.
2. El Caño de Sancti Petri: representado mediante olas bajo el puente, simboliza la muralla natural del municipio.
3. Las Columnas de Hércules: representa la conquista legendaria de Gades por parte de Hércules. Uniendo ambas columnas aparece una cinta con la inscripción "Unión y Fuerza 1810-1820". Fechas que recuerdan la constitución por primera vez de las Cortes Generales y Extraordinarias de España en plena invasión del ejército napoleónico en  San Fernando en 1810. Y el juramento de Fernando VII a la Constitución Española de 1812 el 10 de marzo de 1820. Colgando del lema, aparece una llave que simboliza la inexpugnabilidad de la ciudad.
4. El ojo que todo lo ve: expresa vigilancia permanente
5. La Llave: su posición horizontal refleja la inexpugnabilidad de la ciudad que no cae ante sus oponentes.
6. El Sol Naciente: representa la esperanza del pueblo en los ideales de libertad.
7. El ancla: representa la vinculación de la ciudad al mar y a la Armada

### Nuevos elementos tras el Bicentenario
1. Por la conmemoración del Bicentenario de las Cortes en el año 2010 se le otorgan a la ciudad y se añaden al escudo los títulos de Muy Leal y Constitucional, Invicta, Heroica, Americanista y Parlamentaria Ciudad de San Fernando.